# Zlatno (Banská Bystrica)
Zlatno (em húngaro: Zlatnó) é um município da Eslováquia, situado no distrito de Poltár, na região de Banská Bystrica. Tem 0,36 km² de área e sua população em 2018 foi estimada em 475 habitantes.

## Demografia
| Ano:        | 1994 | 2004 | 2014   | 2024   |
| ----------- | ---- | ---- | ------ | ------ |
| Broj ljudi: | 0    | 514  | 472    | 439    |
| Razlika:    |      | –    | -8,17% | -6,99% |

| Ano:               | 2023 | 2024   |
| ------------------ | ---- | ------ |
| Número de pessoas: | 447  | 439    |
| Diferença:         |      | -1,78% |